# Danilo Avelar
Danilo Fernando Avelar (Paranavaí, 9 giugno 1989) è un ex calciatore brasiliano, di ruolo difensore.

## Biografia
Possiede il passaporto italiano.

## Caratteristiche tecniche
Mancino naturale, agiva prevalentemente sulla fascia sinistra nel ruolo di terzino o di centrocampista laterale, date le sue spiccate caratteristiche offensive.

## Carriera

### Club

#### Inizi
Cresciuto nelle giovanili del Paranavaí, nel luglio del 2010 si trasferisce in Ucraina, nel Karpaty dove dà il suo contributo per la qualificazione in Europa League con 11 presenze: 5 in qualificazione, 6 in coppa.
Nel gennaio 2011 viene ceduto in prestito allo Schalke 04, tuttavia a causa di piccoli problemi fisici non riesce imporsi nel campionato tedesco e a fine prestito ritorna al Karpaty.

#### Cagliari
Il 17 luglio 2012 passa al Cagliari con la formula del prestito con diritto di riscatto. Al Karpaty Lviv vanno 1,8 milioni di euro. Esordisce in Serie A il 26 agosto 2012 nella partita persa dal Cagliari per 2-0 contro il Genoa. Dopo un inizio difficile (l'allora tecnico della formazione sarda Massimo Ficcadenti gli preferiva nel suo ruolo il terzino Francesco Pisano) con l'arrivo degli allenatori Ivo Pulga e Diego López conquista stabilmente un posto tra i titolari grazie a delle prestazioni via via sempre più convincenti. Nell'ultima parte di campionato lascia il più delle volte spazio al giovane terzino Nicola Murru, a causa di piccoli problemi fisici e alla crescita esponenziale di quest'ultimo. A fine campionato viene riscattato a titolo definitivo dalla società sarda, al costo di 1 milione di euro.
Nella stagione 2013-2014 si gioca il posto da titolare ancora con il pariruolo Murru, trovando tuttavia poco spazio nella prima parte del campionato. Il 31 gennaio 2014 il passaggio in prestito alla squadra di Championship del Leeds sfuma a causa di problemi di natura logistica tra le due società coinvolte.
Rimasto a Cagliari, nel girone di ritorno colleziona 15 presenze, ritrovando il posto da titolare nella gara Inter-Cagliari valida per la 25ª giornata del campionato. Nel finale di stagione si ripete ancora il dualismo con Murru.
Il 19 ottobre 2014 segna il suo primo gol in Serie A nell'incontro casalingo contro la Sampdoria terminato 2-2, trasformando il calcio di rigore che ha riaperto la partita, fino allora condotta dai liguri per 2-0. Una settimana più tardi realizza, invece, la sua prima doppietta nel massimo campionato italiano (la prima rete su calcio di punizione, la seconda ancora su rigore) nel 4-0 con cui i rossoblu si impongono sul campo dell'Empoli.

#### Torino
Il 17 giugno 2015 viene acquistato a titolo definitivo dal Torino per 2,5 milioni di euro più il prestito del giovane Antonio Barreca, con cui firma un contratto quadriennale. Nella prima stagione in maglia granata ottiene solo otto presenze a causa di vari infortuni patiti.

#### Amiens
Il 31 agosto 2017 si trasferisce in prestito all'Amiens. Esordisce nel massimo campionato francese il 23 settembre seguente nella gara persa per 1-0 sul campo del Caen.
Il 4 novembre segna il suo primo gol con la nuova squadra in occasione della partita Montpellier-Amiens (1-1), valevole per la 12ª giornata di campionato.

#### Corinthians
Nell'estate 2018 ritorna in Brasile firmando per il Corinthians. Dopo un inizio negativo, il 4 febbraio segna il gol che garantì la vittoria sul Palmeiras in una partita valida per il Paulistão. Il 20 dello stesso mese segna nuovamente contro l'Avenida in Copa do Brasil. Altri due gol gli permettono di essere acquistato a fine campionato a titolo definitivo per circa 6,5 milioni di reais con un contratto fino alla fine del 2022.
Il 7 ottobre 2020 subisce una lesione al legamento crociato anteriore del ginocchio destro dopo uno scontro con Lucas Lourenço del Santos nel Brasileirão ed è costretto all'operazione chirurgica che lo tiene lontano dai campi per 8 mesi.
Il 23 giugno 2021, giocando privatamente online a un videogioco proferisce un epiteto razzista al suo avversario. In risposta a ciò, il giorno successivo il Corinthians decide di rescindere unilateralmente il contratto lasciandolo così svincolato.

#### America (MG)
L'11 aprile 2022, Avelar verrà acquistato in prestito dall'América Futebol Clube. Inizierà discretamente bene la stagione, giocando da titolare 19 partite, per poi venire riconfermato il 1º gennaio 2023, venendo riscattato dal Corinthians.

## Statistiche

### Presenze e reti nei club
Statistiche aggiornate all'8 novembre 2017.
| Stagione        | Squadra         | Campionato      | Campionato | Campionato | Coppe nazionali | Coppe nazionali | Coppe nazionali | Coppe continentali | Coppe continentali | Coppe continentali | Altre coppe | Altre coppe | Altre coppe | Totale | Totale |
| Stagione        | Squadra         | Comp            | Pres       | Reti       | Comp            | Pres            | Reti            | Comp               | Pres               | Reti               | Comp        | Pres        | Reti        | Pres   | Reti   |
| --------------- | --------------- | --------------- | ---------- | ---------- | --------------- | --------------- | --------------- | ------------------ | ------------------ | ------------------ | ----------- | ----------- | ----------- | ------ | ------ |
| 2010            | Rio Claro       | A1/SP           | 13         | 0          |                 | -               | -               |                    | -                  | -                  |             | -           | -           | 13     | 0      |
| 2010-gen. 2011  | Karpaty         | PL              | 18         | 0          | CU              | 2               | 0               | UEL                | 11                 | 0                  |             | -           | -           | 31     | 0      |
| gen.-giu. 2011  | Schalke 04      | BL              | 3          | 0          | CG              | 0               | 0               | UCL                | 0                  | 0                  |             | -           | -           | 3      | 0      |
| 2011-2012       | Karpaty         | PL              | 5          | 2          | CU              | 2               | 1               | UEL                | 1                  | 0                  |             | -           | -           | 8      | 3      |
| Totale Karpaty  | Totale Karpaty  | Totale Karpaty  | 23         | 2          |                 | 4               | 1               |                    | 12                 | 0                  |             |             |             | 39     | 3      |
| 2012-2013       | Cagliari        | A               | 20         | 0          | CI              | 1               | 0               |                    | -                  | -                  |             | -           | -           | 21     | 0      |
| 2013-2014       | Cagliari        | A               | 20         | 0          | CI              | 0               | 0               |                    | -                  | -                  |             | -           | -           | 20     | 0      |
| 2014-2015       | Cagliari        | A               | 31         | 4          | CI              | 1               | 0               |                    | -                  | -                  |             | -           | -           | 32     | 4      |
| Totale Cagliari | Totale Cagliari | Totale Cagliari | 71         | 4          |                 | 2               | 0               |                    |                    |                    |             |             |             | 73     | 4      |
| 2015-2016       | Torino          | A               | 6          | 0          | CI              | 2               | 0               |                    | -                  | -                  |             | -           | -           | 8      | 0      |
| 2016-2017       | Torino          | A               | 3          | 0          | CI              | 0               | 0               |                    | -                  | -                  |             | -           | -           | 3      | 0      |
| Totale Torino   | Totale Torino   | Totale Torino   | 9          | 0          |                 | 2               | 0               |                    |                    |                    |             |             |             | 11     | 0      |
| 2017-2018       | Amiens          | L1              | 25         | 1          | CF+CdL          | 0+1             | 0               |                    | -                  | -                  |             | -           | -           | 5      | 1      |
| Totale carriera | Totale carriera | Totale carriera | 123        | 7          |                 | 9               | 1               |                    | 12                 | 0                  |             |             |             | 144    | 8      |

## Palmarès

### Club

#### Competizioni nazionali
- Coppa di Germania: 1

Schalke 04: 2010-2011

#### Competizioni statali
- Campionato paulista: 1

Corinthians: 2019